# Comtat de Motrico
El Comtat de Motrico és un títol nobiliari espanyol concedit per Alfons XIII en 1908 a l'enginyer de camins Evaristo de Churruca y Brunet.
A principis del segle XX l'enginyer de ports i camins Evaristo de Churruca y Brunet, havia realitzat una nova aportació d'importància a la societat, en liderar durant dècades i concloure amb èxit les obres del Port Exterior de Bilbao. Per això Alfons XIII li va concedir el títol de Comte de Motrico en 1908.
La seva denominació fa referència al municipi de Mutriku, Guipúscoa, País Basc.

## Comtes de Motrico
|                         | Titular                                   | Període                 |
| Creació per Alfons XIII | Creació per Alfons XIII                   | Creació per Alfons XIII |
| ----------------------- | ----------------------------------------- | ----------------------- |
| I                       | Evaristo de Churruca y Brunet             | 1908-1917               |
| II                      | José de Churruca y Calbetón               | 1917- ?                 |
| III                     | Evaristo de Churruca i Zubiría            | ? -1938                 |
| IV                      | María de les Mercès de Churruca y Zubiría | 1956-1992               |
| V                       | Enrique de Areilza y Churruca             | 1992-actual titular     |

## Història dels comtes de Motrico
Evaristo de Churruca y Brunet, (.-1917), I comte de Motrico.
1. Va casar-se amb Ramona Calbetón y Blanchón. El va succeir el seu fill:

José de Churruca y Calbetón (1875-.), II comte de Motrico.
1. Va casar-se amb María de les Mercès de Zubiría i Urízar. El va succeir el seu fill:

Evaristo de Churruca i Zubiría (1906-1938), III comte de Motrico. El va succeir la seva germana:
María Mercedes de Churruca i Zubiría (1908-.), IV comtessa de Motrico.
1. Va casar-se amb José María de Areilza y Martínez de Rodas, II marquès de Santa Rosa del Río, III comte de Rodas. La va succeir el seu fill:

Enrique de Areilza y Churruca, V comte de Motrico, IV comte de Rodas.
1. Va casar-se amb Pilar de Carvajal y Urquijo.

## Presumpte hereu
El presumpte hereu del Comtat de Motrico, és José María de Areilza y Carvajal, fill del V comte de Motrico, qui ja és V comte de Rodas.

### Família Churruca
La família Churruca, durant generacions, va donar naixement a nombrosos marins, alts funcionaris i militars que van ser molt destacats; sobretot Cosme Damián Churruca y Elorza, heroi de la batalla de Trafalgar i el seu germà Julián Baldomero Churruca, gran bascòfil i heroi de la Guerra del Francès.
La primitiva casa pairal del llinatge es troba a Soraluze (Guipúscoa), encara que la família es va traslladar en el s. XVII a Mutriku, en el casc del qual es troba la casa coneguda com a Arrietakua o Casa de Churruca. Va ser manada construir per un insigne avantpassat, l'almirall Antonio de Gaztañeta. A Mutriku els Churruca van ocupar tradicionalment càrrecs a l'ajuntament de la vila, segons les regles fixades en l'Antic Règim.
Per haver liderat durant dècades i haver-hi conclòs amb èxit les obres del Port Exterior de Bilbao; en memòria de l'heroi de la batalla de Trafalgar, Alfons XIII va atorgar al nebot d'aquest, Evaristo de Churruca y Brunet, el títol de comte de Churruca en 1908.
Posteriorment, li va ser concedit al seu fill, Alfonso de Churruca y Calbetón, per Francisco Franco, en 1969, el títol de Comte d'El Abra.